# Rädda Barnens Ungdomsförbund
Rädda Barnens Ungdomsförbund (RBUF) är en fristående organisation som bildades ur Rädda Barnen i september 2003 och är öppen för alla unga upp till 25 år.
Det är FN:s konvention för barnets rättigheter (den så kallade barnkonventionen) som ligger till grund för organisationens verksamhet, som bedrivs både på nationell och lokal nivå. 
Några uppmärksammade frågor som Rädda Barnens Ungdomsförbund driver är bland annat arbetet för att sänka rösträttsåldern till 16 år, att minska köerna till barn- och ungdomspsykiatrin (BUP) samt att göra barnkonventionen till svensk lag.  
Tillsammans med moderföreningen har Rädda Barnens Ungdomsförbund drivit projektet "Ellen och Allan", där tjej- respektive killgrupper med ungdomar i åttonde klass diskuterar känslor, samhället och dess normer, utanförskap och andra angelägna frågor.

## Förbundsordförande genom tiderna
Under förbundsårsmötet 2010 beslutades att RBUF kan ha två förbundsordförande istället för en ordförande och en vice ordförande. Sedan 2012 leds organisationen åter av en förbundsordförande och en vice ordförande.
- 2003–2006: Cecilia Abrahamsson
- 2006–2008: Tove Jonsson
- 2008–2010: Sofia Zackrisson
- 2010–2011: Hanna Charlotta Öberg och Daniel Kåreda
- 2011–2012: Simon Svensson och Magdalena Nergården
- 2012–2015: Sara Thiringer
- 2015–2018: Jorge Londoño
- 2018-2020: Vendela Carlfjord[5]
- 2020-2022: Hanna Thessén[6]
- 2022-ff: Warda Abdalla[7]

## Förbundssekreterare genom tiderna
Under årsmötet 2007 bestämdes att man skulle ta bort funktionen som förbundssekreterare och förbundet fungerade utan en högsta tjänsteman till 2009 då en kanslichef, med samma funktion som den tidigare förbundssekreteraren, anställdes. Från och med 2016 har organisationen istället en generalsekreterare.
- 2003–2005: Frida Peterson
- 2005–2007: Erik Wagner
- 2009–2014: Klara Nilsson
- 2016–2018: Josefine Hellroth Larsson
- 2019-ff: Dejan Bojanic